# Koháry Miklós
csábrághi és szitnyai gróf Koháry Miklós (Szentantal, 1721. július 6. – Felsőbalog, 1769. november 14.) katona, altábornagy.

## Élete
Koháry András legidősebb gyermeke 1721. július 6-án született Szentantalon. 1733-ban 12 évesen apja ezredében lett kapitány. 1754. augusztus 28-án ezredessé lépett elő, majd 1758. április 26-án Hont vármegye örökös főispánjává nevezték ki. Szintén 1758. május 15-én vezérőrnaggyá léptették elő. 1759. március 5-én elérte katonai pályafutása csúcspontját, altábornaggyá nevezték ki.
A hétéves háború befejezése után otthagyta a katonai pályát. Ezután gyakran tartózkodott a Gömör vármegyei felsőbalogi kastélyban. 1769. november 14-én váratlan agyvérzés következtében itt érte a halál. Selmecbányán temették el.
Ifjúkorában a költészettel is foglalkozott. 1734-ben még mint tanuló latin nyelven verseket is írt, amelyeket édesapjának ajánlott, „Poeticae ex filiali reverentia devotae honoribus I.C.D. Andreae Koháry” címmel.